# Сборная всех времён АБА
Сборная всех времён АБА (англ. ABA All-Time Team) — символическая сборная, которая была составлена в 1997 году, по случаю 30-й годовщины со дня основания Американской баскетбольной ассоциации (АБА). В её состав были включены тридцать лучших и наиболее влиятельных баскетболистов, выступавших в АБА в течение девяти регулярных сезонов, среди дарований которых учитывались не только выступление на профессиональном уровне, а также спортивное мастерство, лидерские качества и вклад в развитие баскетбола, независимо от занимаемой ими на площадке позиции. В эту сборную могли быть выбраны только те игроки, которые хотя бы часть своей карьеры провели в АБА, впрочем их достижения во время выступлений в других лигах, особенно в Национальной баскетбольной ассоциации (НБА), также учитывались. Помимо самой сборной также были выбраны самый ценный игрок лиги и лучший тренер ассоциации.
Состав сборной был официально объявлен 23 августа 1997 года в городе Индианаполис (штат Индиана) в штаб-квартире клуба «Индиана Пэйсерс», самой успешной команды АБА, на памятной вечеринке лиги, и сформирован по итогам специального голосования, в котором участвовали 50 специально подобранных респондентов. Среди участников открытого голосования были представители печатных и вещательных средств массовой информации, которые анонсировали и обслуживали матчи лиги, бывшие судьи (десять), бывшие владельцы команд (шесть), бывшие руководители лиги (в их числе аж два бывших комиссара), а также специально отобранные болельщики и эксперты по статистике. Бывшим игрокам АБА, а также тем, кто занимал другие посты в лиге, было запрещено участвовать в голосовании.
Из тридцати игроков, отобранных в состав сборной, только трое играли на позиции разыгрывающего защитника, восемь были атакующими защитниками, пять играли на позиции третьего номера, восемь были тяжёлыми форвардами и шесть играли на позиции пятого номера. Наибольшее количество игроков сборной, одиннадцать, представляли команду «Вирджиния Сквайрз» (ранее называлась «Окленд Окс» и «Вашингтон Кэпс»), восемь играли за клуб «Юта Старз» (ранее назывался «Анахайм Амигос» и «Лос-Анджелес Старз»), ещё восемь выступали за «Индиана Пэйсерс», семь игроков представляли команду «Сан-Антонио Спёрс» (ранее она именовалась «Даллас Чеперрелс» и «Техас Чеперрелс») и пять играли за клуб «Спиритс оф Сент-Луис» (ранее назывался «Хьюстон Маверикс» и «Каролина Кугэрз»). Пять игроков, попавшие в сборную всех звёзд АБА, Рик Бэрри, Джордж Гервин, Джулиус Ирвинг, Билли Каннингем и Мозес Мэлоун, годом ранее были выбраны в число 50 величайших игроков в истории НБА. Семь игроков, Роджер Браун, Джордж Гервин, Артис Гилмор, Луи Дампьер, Мел Дэниелс, Джулиус Ирвинг и Дэн Иссл, получили безоговорочную поддержку и получили максимальное число голосов (50).

## Легенда к списку
| * | Избраны в Зал славы баскетбола |

## Сборная всех времён АБА
| Игрок             | Фото | Поз.    | Команды | Титулы            | Награды                                                      | ASG ABA                 | Зал славы | Кол-во голосов | Ссылки |
| ----------------- | ---- | ------- | --- | ----------------- | ------------------------------------------------------------ | ----------------------- | --------- | -------------- | ------ |
| Марвин Барнс      |      | ТФ      | Спиритс оф Сент-Луис (1974—1976) | —                 | ROY (1975)                                                   | 1975—1976               | —         | 23             | [ 1 ]  |
| Зелмо Бити        |      | Ц       | Юта Старз (1970—1974) | 1971              | MVP плей-офф (1971)                                          | 1971—1973               | —         | 42             | [ 2 ]  |
| Роджер Браун*     |      | ЛФ      | Индиана Пэйсерс (1967—1974) Мемфис Саундс (1974) Юта Старз (1974—1975) Индиана Пэйсерс (1975)                                                                           | 1970, 1972 и 1973 | MVP плей-офф (1970)                                          | 1968, 1970—1972         | 2013      | 50             | [ 3 ]  |
| Рон Бун           |      | АЗ      | Даллас/Техас Чеперрелс (1968—1970) Юта Старз (1970—1975) Спиритс оф Сент-Луис (1975—1976)                                                                               | 1971              | —                                                            | 1971, 1974—1976         | —         | 35             | [ 4 ]  |
| Рик Бэрри*        |      | ЛФ      | Окленд Окс (1968—1969) Вашингтон Кэпс (1969—1970) Нью-Йорк Нетс (1970—1972)                                                                                             | 1969              | —                                                            | 1969—1972               | 1987      | 39             | [ 5 ]  |
| Джордж Гервин*    |      | АЗ / ЛФ | Вирджиния Сквайрз (1973—1974) Сан-Антонио Спёрс (1974—1976) | —                 | —                                                            | 1974—1976               | 1996      | 50             | [ 6 ]  |
| Артис Гилмор*     |      | Ц       | Кентукки Колонелс (1971—1976) | 1975              | ROY (1972) MVP АБА (1972) MVP плей-офф (1975) MVP ASG (1974) | 1972—1976               | 2011      | 50             | [ 7 ]  |
| Луи Дампьер*      |      | РЗ      | Кентукки Колонелс (1967—1976) | 1975              | —                                                            | 1968—1970, 1972—1975    | 2015      | 50             | [ 8 ]  |
| Уоррен Джебали    |      | АЗ / РЗ | Окленд Окс (1968—1969) Вашингтон Кэпс (1969—1970) Индиана Пэйсерс (1970—1971) Зе Флоридианс (1971—1972) Денвер Рокетс (1972—1974) Сан-Диего Конкистадорс (1974—1975)    | 1969              | ROY (1969) MVP плей-офф (1969) MVP ASG (1973)                | 1970, 1972—1974         | —         | 24             | [ 9 ]  |
| Джимми Джонс      |      | РЗ / АЗ | Нью-Орлеан Баканирс (1967—1970) Мемфис Прос (1970—1971) Юта Старз (1971—1974)                                                                                           | —                 | —                                                            | 1968—1971, 1973—1974    | —         | 27             | [ 10 ] |
| Мел Дэниелс*      |      | Ц       | Миннесота Маскис (1967—1968) Индиана Пэйсерс (1968—1974) Мемфис Саундс (1974—1975)                                                                                      | 1970, 1972 и 1973 | ROY (1968) MVP АБА (1969, 1971) MVP ASG (1971)               | 1968—1974               | 2012      | 50             | [ 11 ] |
| Джулиус Ирвинг*   |      | ЛФ      | Вирджиния Сквайрз (1971—1973) Нью-Йорк Нетс (1973—1976) | 1974 и 1976       | MVP АБА (1974—1976) MVP плей-офф (1974, 1976)                | 1972—1976               | 1993      | 50             | [ 12 ] |
| Дэн Иссл*         |      | Ц / ТФ  | Кентукки Колонелс (1970—1975) Денвер Наггетс (1975—1976) | 1975              | ROY (1971) MVP ASG (1972)                                    | 1971—1976               | 1993      | 50             | [ 13 ] |
| Билли Каннингем*  |      | ЛФ / ТФ | Каролина Кугэрз (1972—1974) | —                 | MVP АБА (1973)                                               | 1973                    | 1986      | 36             | [ 14 ] |
| Мэк Кэлвин        |      | РЗ      | Лос-Анджелес Старз (1969—1970) Зе Флоридианс (1970—1972) Каролина Кугэрз (1972—1974) Денвер Наггетс (1974—1975) Вирджиния Сквайрз (1975—1976)                           | —                 | ROY (1970)                                                   | 1971—1975               | —         | 41             | [ 15 ] |
| Дарел Кэрриер     |      | АЗ      | Кентукки Колонелс (1967—1972) Мемфис Тэмс (1972—1973) | —                 | —                                                            | 1968—1970               | —         | 24             | [ 16 ] |
| Морис Лукас       |      | ТФ / Ц  | Спиритс оф Сент-Луис (1974—1975) Кентукки Колонелс (1975—1976) | —                 | —                                                            | 1976                    | —         | 26             | [ 17 ] |
| Фредди Льюис      |      | РЗ / АЗ | Индиана Пэйсерс (1967—1974) Мемфис Саундс (1974) Спиритс оф Сент-Луис (1974—1976)                                                                                       | 1970, 1972 и 1973 | MVP плей-офф (1972) MVP ASG (1975)                           | 1968, 1970, 1972 и 1975 | —         | 38             | [ 18 ] |
| Джордж Макгиннис* |      | ТФ / ЛФ | Индиана Пэйсерс (1971—1975) | 1972 и 1973       | MVP АБА (1975) MVP плей-офф (1973)                           | 1973—1975               | —         | 44             | [ 19 ] |
| Даг Мо            |      | ЛФ      | Нью-Орлеан Баканирс (1967—1968) Окленд Окс (1968—1969) Каролина Кугэрз (1969—1970) Вирджиния Сквайрз (1970—1972)                                                        | 1969              | —                                                            | 1968—1970               | —         | 35             | [ 20 ] |
| Мозес Мэлоун*     |      | Ц       | Юта Старз (1974—1975) Спиритс оф Сент-Луис (1975—1976) | —                 | —                                                            | 1975                    | 2001      | 30             | [ 21 ] |
| Боб Нетолики      |      | ТФ / Ц  | Индиана Пэйсерс (1967—1972) Даллас Чеперрелс (1972—1973) Сан-Антонио Спёрс (1973) Индиана Пэйсерс (1973—1976)                                                           | 1970 и 1972       | —                                                            | 1968—1971               | —         | 35             | [ 22 ] |
| Билли Польц       |      | Ц       | Нью-Йорк Нетс (1970—1975) Сан-Антонио Спёрс (1975—1976) | 1974              | —                                                            | 1973, 1975—1976         | —         | 30             | [ 23 ] |
| Джеймс Сайлас     |      | РЗ / АЗ | Даллас Чеперрелс (1972—1973) Сан-Антонио Спёрс (1973—1976) | —                 | —                                                            | 1975—1976               | —         | 30             | [ 24 ] |
| Чарли Скотт*      |      | АЗ / РЗ | Вирджиния Сквайрз (1970—1972) | —                 | ROY (1971)                                                   | 1971—1972               | —         | 29             | [ 25 ] |
| Дэвид Томпсон*    |      | АЗ      | Денвер Наггетс (1975—1976) | —                 | ROY (1976) MVP ASG (1976)                                    | 1976                    | 1996      | 28             | [ 26 ] |
| Вилли Уайз        |      | ЛФ      | Лос-Анджелес Старз (1969—1970) Юта Старз (1970—1974) Вирджиния Сквайрз (1974—1976)                                                                                      | 1971              | —                                                            | 1972—1974               | —         | 32             | [ 27 ] |
| Донни Фримен      |      | АЗ      | Миннесота Маскис (1967—1968) Майами Флоридианс (1968—1970) Юта Старз (1970—1971) Даллас Чеперрелс (1971—1972) Индиана Пэйсерс (1972—1974) Сан-Антонио Спёрс (1974—1975) | 1973              | —                                                            | 1968—1972               | —         | 30             | [ 28 ] |
| Спенсер Хейвуд*   |      | ТФ      | Денвер Рокетс (1969—1970) | —                 | ROY (1970) MVP АБА (1970) MVP ASG (1970)                     | 1970                    | 2015      | 34             | [ 29 ] |
| Конни Хокинс*     |      | ЛФ / ТФ | Питтсбург Пайперс (1967—1969) | 1968              | MVP АБА (1968) MVP плей-офф (1968)                           | 1968                    | 1992      | 40             | [ 30 ] |

## Кандидаты, недобравшие голосов
| Игрок          | Фото | Поз.    | Команды | Титулы            | ASG ABA    | Кол-во голосов | Ссылки |
| -------------- | ---- | ------- | --- | ----------------- | ---------- | -------------- | ------ |
| Билли Келлер   |      | РЗ / АЗ | Индиана Пэйсерс (1969—1976) | 1970, 1972 и 1973 | —          | 21             | [ 31 ] |
| Бобби Джонс*   |      | ТФ      | Денвер Наггетс (1974—1976) | —                 | 1976       | 19             | [ 32 ] |
| Ларри Браун    |      | РЗ      | Нью-Орлеан Баканирс (1967—1968) Окленд Окс (1968—1969) Вашингтон Кэпс (1969—1970) Вирджиния Сквайрз (1970—1971) Денвер Рокетс (1971—1972)                                                      | 1969              | 1968—1970  | 19             | [ 33 ] |
| Джон Уильямсон |      | АЗ      | Нью-Йорк Нетс (1973—1976) | 1974 и 1976       | —          | 19             | [ 34 ] |
| Стив Джонс     |      | АЗ      | Окленд Окс (1967—1968) Нью-Орлеан Баканирс (1968—1970) Мемфмис Прос (1970—1971) Даллас Чеперрелс (1971—1973) Каролина Кугэрз (1973—1974) Денвер Рокетс (1974) Спиритс оф Сент-Луис (1974—1975) | —                 | 1970—1972  | 18             | [ 35 ] |
| Ларри Кенон    |      | ТФ / ЛФ | Нью-Йорк Нетс (1973—1975) Сан-Антонио Спёрс (1975—1976) | 1974              | 1974—1976  | 17             | [ 36 ] |
| Ральф Симпсон  |      | АЗ / ЛФ | Денвер Рокетс / Наггетс (1970—1976) | —                 | 1972—1976  | 17             | [ 37 ] |
| Джон Брискер   |      | ЛФ / АЗ | Питтсбург Пайперс / Кондорс (1969—1972) | —                 | 1971—1972  | 16             | [ 38 ] |
| Джо Колдуэлл   |      | ЛФ / АЗ | Каролина Кугэрз / Спиритс оф Сент-Луис (1970—1975) | —                 | 1971, 1973 | 16             | [ 39 ] |
| Билли Найт     |      | ЛФ / АЗ | Индиана Пэйсерс (1974—1976) | —                 | 1976       | 16             | [ 40 ] |
| Колдуэлл Джонс |      | ТФ / Ц  | Сан-Диего Конкистадорз (1973—1975) Сан-Диего Сэйлз (1975) Кентукки Колонелс (1975) Спиритс оф Сент-Луис (1975—1976)                                                                            | —                 | 1975       | 14             | [ 41 ] |
| Ларри Джонс    |      | РЗ / АЗ | Денвер Рокетс (1967—1970) Зе Флоридианс (1970—1972) Юта Старз (1972) Даллас Чеперрелс (1972—1973)                                                                                              | —                 | 1968—1971  | 13             | [ 42 ] |

## Выбор самого ценного игрока
При выборе самого ценного игрока АБА члены специально подобранной комиссии проголосовали всего лишь за четырёх игроков, причём его безоговорочным лидером стал лёгкий форвард команды «Нью-Йорк Нетс» Джулиус Ирвинг, за которого проголосовали 46 её членов, два голоса подали за Мела Дэниелса и всего лишь по одному голосу за Артиса Гилмора и Конни Хокинса.
| Игрок           | Фото | Позиция | Команды                                                                            | Кол-во голосов | Ссылки |
| --------------- | ---- | ------- | ---------------------------------------------------------------------------------- | -------------- | ------ |
| Джулиус Ирвинг* |      | ЛФ      | Вирджиния Сквайрз (1971—1973) Нью-Йорк Нетс (1973—1976)                            | 46             | [ 12 ] |
| Мел Дэниелс*    |      | Ц       | Миннесота Маскис (1967—1968) Индиана Пэйсерс (1968—1974) Мемфис Саундс (1974—1975) | 2              | [ 11 ] |
| Артис Гилмор*   |      | Ц       | Кентукки Колонелс (1971—1976)                                                      | 1              | [ 7 ]  |
| Конни Хокинс*   |      | ЛФ / ТФ | Питтсбург Пайперс (1967—1969)                                                      | 1              | [ 30 ] |

## Выбор лучшего тренера
При выборе лучшего тренера АБА члены специально подобранной комиссии проголосовали всего лишь за семерых тренеров, причём его безоговорочным лидером стал тренер команды «Индиана Пэйсерс» Бобби Леонард, за которого проголосовали 34 её членов, шесть голосов подали за Ларри Брауна и четыре голоса за Хуби Брауна.
| Тренер         | Фото | Команды | Титулы            | Награды                 | ASG ABA           | Зал славы | Кол-во голосов | Ссылки |
| -------------- | ---- | --- | ----------------- | ----------------------- | ----------------- | --------- | -------------- | ------ |
| Бобби Леонард* |      | Индиана Пэйсерс (1968—1976)                                                                                        | 1970, 1972 и 1973 | —                       | 1970              | 2014      | 34             | [ 43 ] |
| Ларри Браун*   |      | Каролина Кугэрз (1972—1974) Денвер Наггетс (1974—1976)                                                             | —                 | COY (1973, 1975 и 1976) | 1973, 1975 и 1976 | 2002      | 6              | [ 44 ] |
| Хуби Браун     |      | Кентукки Колонелс (1974—1976)                                                                                      | 1975              | —                       | —                 | —         | 4              | [ 45 ] |
| Бэйб Маккарти  |      | Нью-Орлеан Баканирс (1967—1970) Мемфис Прос (1970—1972) Даллас Чеперрелс (1972—1973) Кентукки Колонелс (1973—1974) | —                 | COY (1974)              | 1968, 1970 и 1974 | —         | 2              | [ 46 ] |
| Билл Шерман*   |      | Лос-Анджелес Старз (1968—1970) Юта Старз (1970—1971)                                                               | 1971              | COY (1970)              | 1971              | 2004      | 2              | [ 47 ] |
| Эл Бьянки      |      | Вашингтон Кэпс (1969—1970) Вирджиния Сквайрз (1970—1975)                                                           | —                 | COY (1971)              | 1971              | —         | 1              | [ 48 ] |
| Боб Басс       |      | Денвер Рокетс (1967—1969) Зе Флоридианс (1970—1972) Мемфис Тэмс (1972—1973) Сан-Антонио Спёрс (1974—1976)          | —                 | —                       | —                 | —         | 1              | [ 49 ] |